# Banque alimentaire
 (juillet 2011).
Si vous disposez d'ouvrages ou d'articles de référence ou si vous connaissez des sites web de qualité traitant du thème abordé ici, merci de compléter l'article en donnant les références utiles à sa vérifiabilité et en les liant à la section « Notes et références ».

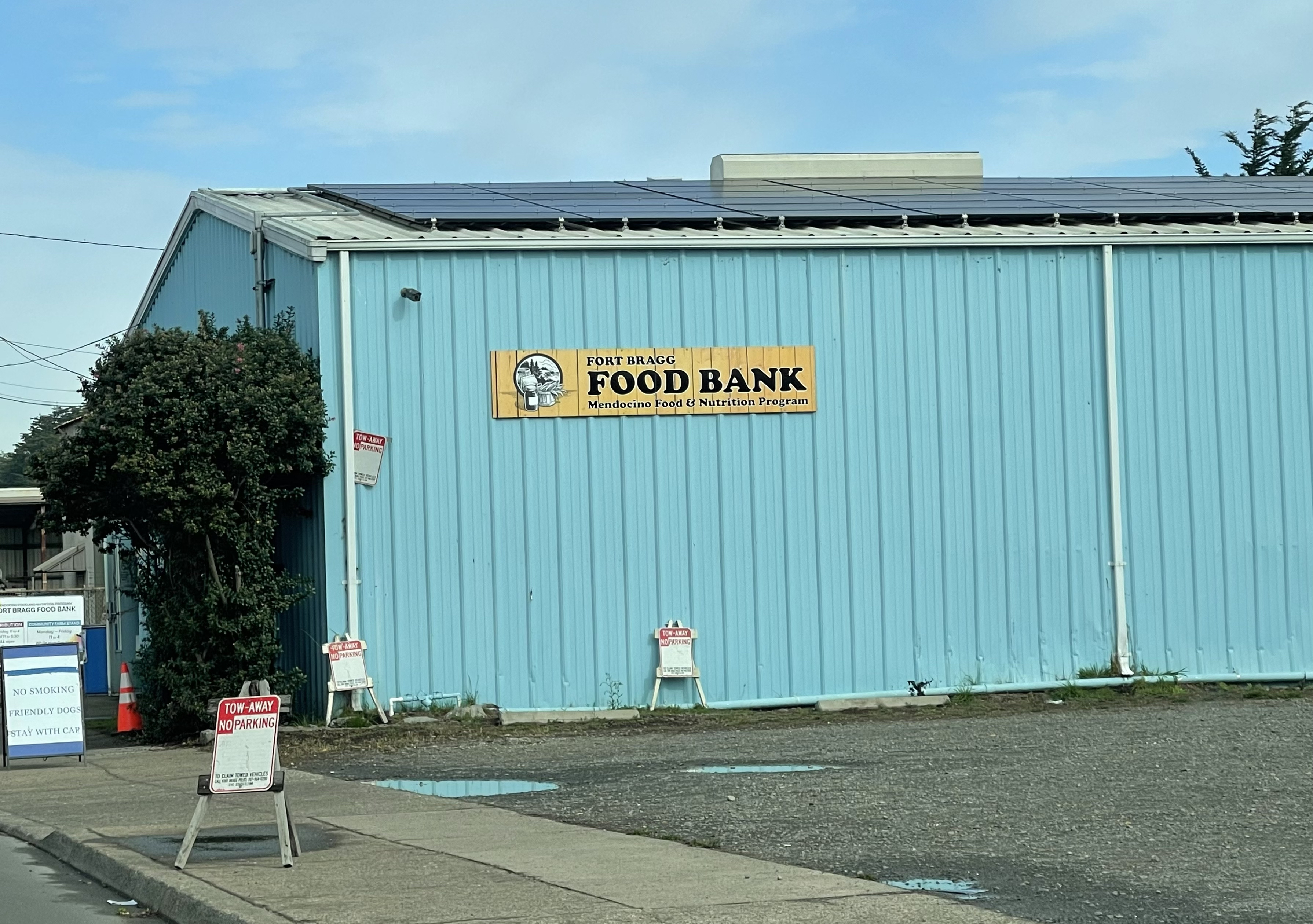
Banque alimentaire de Fort Bragg, Fort Bragg, Californie

Selon la définition dans la charte de la Fédération française des banques alimentaires, les « banques alimentaires collectent, gèrent et partagent des denrées alimentaires pour aider l'homme à se restaurer. Leur action se fonde sur la gratuité, le don, le partage, le bénévolat et le mécénat ».
En Amérique du Nord, en Europe, et plus largement dans tous les pays industrialisés, de telles associations sans but lucratif ont ainsi pour objectif la collecte d’aliments, de préférence non périssables, et leur mise à disposition gratuite ou quasi-gratuite aux plus démunis – essentiellement par le biais d’autres associations intermédiaires dans le cadre d’accords de partenariat. La finalité est en fin de compte de répondre à l’urgence sociale par l’aide alimentaire et de lutter contre le gaspillage des produits alimentaires pour nourrir ceux qui ont faim et ceux qui sont dans le besoin.

## Contexte général dans les sociétés industrialisées

### Contexte économique et social
Selon la Fédération européenne des banques alimentaires, ce sont au total 1,6 milliard de repas qui ont été distribués en Europe en 2020, répondant ainsi aux besoins essentiels en produits de première nécessité de 12,8 millions de personnes. Selon la Fédération française des banques alimentaires, 5,5 millions de personnes en France vivent de l’aide alimentaire distribuée par les grandes associations humanitaires (Secours populaire français, Banque alimentaire, Les Restaurants du Cœur, Croix-Rouge française). Parmi ces personnes, on compte personnes âgées, travailleurs pauvres, sans-abri, handicapés, femmes seules avec enfants (souvent en bas âge), et aussi de plus en plus souvent des jeunes. En 2005, les banques alimentaires américaines ont permis de fournir une aide alimentaire à plus de 25 millions de personnes défavorisées (parmi lesquelles 9 millions d’enfants et 3 millions de personnes âgées). Selon Second Harvest, plus de 38 millions d’Américains connaissent une précarité alimentaire, ont faim ou risquent d'avoir faim.
Paradoxe des sociétés industrialisées, leur richesse croît globalement, elles produisent des biens en abondance, tandis que certains de leurs membres ont toutes les peines du monde à satisfaire un besoin pourtant de base, à savoir se nourrir convenablement. Voici quelques éléments qui permettent de comprendre ce paradoxe :
- Le creusement des inégalités, développement de la misère et des situations de pauvreté extrême. Il est avéré que la malnutrition est une des premières causes de dégradation physique et d’exclusion professionnelle. Manque de ressources, chômage, précarité et exclusion sont à l’origine de la malnutrition et de l’insuffisance alimentaire ; mais l’inverse est tout aussi vrai.
- L’exode rural et la concentration de la misère en milieu urbain rendent difficile tout repli sur des activités agricoles, et des moyens de subsistance traditionnels (jardins potagers).
- Les mécanismes de l’économie de marché aboutissent à des absurdités économiques et humanitaires. Des denrées sont gaspillées alors qu’elles pourraient être employées utilement. Les excédents agricoles, la surproduction des industries agroalimentaires, par crainte d’une chute des cours, aboutissent à retirer à la vente un nombre important de produits alimentaires pourtant tout à fait consommables. Des denrées disponibles sont donc interdites de fait à la consommation, dans la mesure où l’économie de marché ne dispense (par définition) les productions qu’aux consommateurs solvables. De fait, l'aide alimentaire des pays riches augmente lorsque les prix baissent : inversement, sous l'effet de la crise alimentaire mondiale de 2007-2008, elle a baissé, 8,3 millions de tonnes de graines ayant été expédiées au titre de l’aide alimentaire en 2005-06 ; 7,4 millions en 2006-2007 et environ 6 millions en 2007-2008 [3].

### Fondements de l’intervention
Partant du constat de ce dysfonctionnement, l’intervention humanitaire se fonde sur l’article 25 de la Déclaration universelle des droits de l'homme : « Toute personne a droit à un niveau de vie suffisant pour assurer sa santé, son bien-être et ceux de sa famille, notamment l'alimentation, l'habillement, le logement, les soins médicaux ainsi que pour les services sociaux nécessaires ».
La mobilisation des banques alimentaires s’appuie sur ce droit fondamental. Afin de se procurer les denrées nécessaires dans des conditions financièrement viables (et satisfaisantes du point de vue sanitaire), il est impossible de s’approvisionner sur les marchés traditionnels : ce financement doit donc contourner les circuits de distribution traditionnels. L’engagement de bénévoles est une condition importante, l’approvisionnement gratuit ou à des prix extrêmement bas ainsi que les subventions publiques en espèces ou en nature (ex : distribution d’une partie des quotas laitiers nationaux dans le cadre de la Politique agricole commune sous forme d’aide aux banques alimentaires) sont donc une nécessité vitale pour la réussite d’une telle entreprise.

## Historique et acteurs de l’aide alimentaire
Par certains aspects, certaines associations caritatives sont assimilables à des banques alimentaires. Leur activité a en effet comme dénominateur commun la collecte et le stockage des denrées alimentaires en vue d’une distribution aux personnes démunies. Dans ce paysage institutionnel, les banques alimentaires stricto sensu sont relativement récentes mais affichent néanmoins une spécificité certaine.

### Les associations caritatives classiques: avant tout, le contact et l’insertion
Des associations humanitaires exercent des activités proches de celle des banques alimentaires, à savoir la collecte, le stockage et la redistribution de denrées aux plus démunis. En France, trois réseaux associatifs consacrent ainsi une part importante de leur activité à la collecte et à la redistribution de denrées alimentaires : le Secours populaire, Les Restaurants du Cœur et la Croix-Rouge.
Bien entendu, la vocation première de ces réseaux reste, au-delà des dons de nourriture, l’accompagnement et l’insertion sociale. Par leur aspect logistique et collecte, ces associations ont donc de fait un volet « banque alimentaire », mais une telle activité ne reste toutefois envisageable que pour les réseaux d’entraide les plus puissants.

### Histoire des banques alimentaires

#### Aux États-Unis: le réseauSecond Harvest
Les premières banques alimentaires se sont constituées aux États-Unis à la fin des années 1960. La première food bank ouvre à Phoenix (Arizona) en 1967. C’est à John van Hengel, bénévole dans une soupe populaire, que l’on doit la création de cette banque alimentaire. Apprenant que des commerces jetaient de la nourriture consommable à raison d'une péremption proche ou d’emballages endommagés, il persuada les commerçants de faire don de ces aliments à des fins humanitaires. Van Hengel parvint à collecter tellement de dons d'aliments que l’association dans laquelle il œuvrait ne pouvait plus gérer toutes ces marchandises. Il décida alors de créer un entrepôt central pour stocker ces denrées et auprès duquel les autres associations humanitaires de Phoenix pourraient venir s’approvisionner gratuitement. Cette toute première banque alimentaire est toujours connue sous le nom de St. Mary’s Food Bank.
Ce modèle fut exporté un peu partout : au début des années 1970, plusieurs autres banques alimentaires furent instituées dans  plusieurs grandes villes. En 1976, le gouvernement fédéral accorda une aide à la banque alimentaire créée par Van Hengel dans le but de lui permettre d’étendre le modèle à tout le pays. La même année, une réforme fiscale donna un coup de pouce décisif aux banques alimentaires en rendant plus avantageux le don par les entreprises de leurs produits. Depuis 1979, le mouvement américain des banques alimentaires est juridiquement constitué sous le nom de America’s Second Harvest.
Van Hengel voyagea également au Canada et en Europe pour contribuer à la création de nouvelles banques alimentaires, et fonda International Food Banking Services, une société de conseil pour le développement de banques alimentaires.
En 1982 l’aide fédérale cessa, et le réseau Second Harvest diversifia ses sources de financement. Depuis, l’organisation continue de croître aussi bien en termes de banques alimentaires adhérentes qu’en termes de volume de denrées distribué. Depuis 1984, le bureau national de l’organisation se tient à Chicago (Illinois).

#### En Europe
L’apparition des banques alimentaires en Europe est plus tardive : sur le modèle américain, la première banque alimentaire y ouvre en France en 1984 à Arcueil, à partir de la réunion de plusieurs associations caritatives. Des banques se sont développées par la suite dans d’autres pays d’Europe. Toutes ces fédérations nationales sont regroupées au sein de la Fédération européenne des banques alimentaires, qui fut créée en 1986.

### La spécificité des banques alimentaires: des spécialistes de la logistique au cœur d’une chaîne de solidarité
Dans la mesure où d’autres associations caritatives peuvent être amenées à remplir des fonctions similaires, la question de la spécificité des banques alimentaires se pose donc.
Les banques alimentaires diffèrent :
- des soupes populaires, dans la mesure où ce sont des denrées qui sont distribuées, pas des repas préparés (certaines banques alimentaires, cela dit, organisent exceptionnellement des soupes populaires).
- ainsi que des associations caritatives « classiques » : les banques alimentaires se concentrent sur les tâches logistiques et la collecte de vivres. Si les banques alimentaires soutiennent les actions de réinsertion menées par leurs associations partenaires, elles laissent à ces dernières le soin de mener de telles actions et de distribuer les denrées alimentaires aux personnes dans le besoin.

Les banques alimentaires sont donc spécialisées dans des tâches logistiques et sur le travail de collecte alimentaire. Les distributions de vivres ne se font pas directement aux personnes dans le besoin mais passent par différentes institutions partenaires (adhérentes) locales : associations caritatives et administrations sociales (centres communaux d'action sociale) – qui se ravitaillent gratuitement auprès de la Banque alimentaire. Une banque alimentaire est en fait un « bras armé logistique » au service d'un réseau associatif local, et qui concentre ses moyens sur la centralisation des vivres et leur conservation. Elle est un intermédiaire entre les fournisseurs de vivres (entreprises, particuliers, pouvoirs publics) et les bénéficiaires (administrations, associations).
Cette spécialisation dans la collecte alimentaire va en réalité de pair avec l’augmentation des besoins des organisations caritatives : en se concentrant sur la logistique, les banques alimentaires libèrent ainsi les associations caritatives (notamment les plus petites) de la question de leur approvisionnement et leur permettent ainsi de mieux se consacrer à leur mission de réinsertion sociale. De nombreuses associations locales n’ayant pas facilement accès aux sources d’approvisionnement, c’est à cette fin que les banques alimentaires vont les suppléer dans cette tâche. Ainsi, aux États-Unis, Second Harvest, la fédération américaine des banques alimentaires, aide environ 50 000 associations locales dans leurs actions (soupes populaires, abris de nuit, food pantries…).
La collecte alimentaire est en effet devenue une problématique à part entière, tant l’accès aux approvisionnements en denrées est une activité difficile. La spécialisation logistique et la visibilité des banques alimentaires, constituées en de puissants réseaux, leur confèrent un pouvoir de négociation plus important auprès des fournisseurs en denrées alimentaires, que les associations humanitaires ne pourraient assumer seules.

## Organisation et fonctionnement

### Organisation
L’organisation des banques alimentaires européennes s’inspire largement de l’exemple des food banks américaines.
Comme aux États-Unis, les banques de chaque pays sont structurées en réseau sur le mode fédératif. Second Harvest, le réseau américain de banques alimentaires, est également la plus importante association humanitaire de lutte contre la faim aux États-Unis : plus de 200 banques alimentaires locales en sont membres. En France, 79 banques agissant au niveau des départements sont regroupées dans une fédération nationale coordonnant leur action. De fait, l’appellation courante « banque alimentaire » entretient souvent la confusion entre les banques locales et la Fédération française des banques alimentaires. Les fédérations nationales sont elles-mêmes affiliées à une Fédération européenne des banques alimentaires (regroupant au total plus de 335 banques locales).
La création d’une banque locale part de l’initiative d’un groupement d’acteurs associatifs agissant à une échelle locale, ce qui démontre là encore le rôle d’outil logistique des banques alimentaires, dont l’action est mise au service de toutes les initiatives. Le rôle des fédérations nationales est de servir de péréquation et d’accueillir les grandes donations. Les fédérations établissent les normes en ce qui concerne la capacité de stockage, le contrôle qualité, la gestion.
Les banques alimentaires sont très largement gérées par des bénévoles. Toutefois, la collecte et l’acheminement des denrées, leur tri et stockage, leur contrôle et leur conditionnement sont en partie assurés par des salariés. C'est surtout la gestion au quotidien de l'entrepôt qui nécessite des permanents. Le partage et la distribution de vivres vont exclusivement aux démunis via les associations caritatives adhérentes. Les banques alimentaires reposent sur le bénévolat, le mécénat, la générosité ainsi que la gratuité des denrées collectées.

### Les sources d’approvisionnement
Les apports proviennent en très grande majorité de dons (gratuits, donc) et plus rarement d’achats à des prix inférieurs à ceux du marché (moins de 10 % du tonnage en denrées provient d’achats en ce qui concerne le réseau américain Second Harvest). 
Les donateurs sont :
- Le grand public : chaque année en novembre une collecte nationale de denrées non périssables est organisée auprès du public dans les magasins de grande distribution. Les bénévoles des Banques Alimentaires distribuent à l’entrée du magasin des imprimés expliquant quels produits doivent être achetés en priorité. Les clients remettent ensuite à la sortie les denrées ainsi achetées, qui seront ensuite stockées. Les produits demandés sont principalement : féculents (pâtes alimentaires, riz), café, huile, thon, sardines, pâté en conserve mais aussi des aliments pour nourrissons (petits pots),
- Les industries agroalimentaires : la FFBA a engagé des partenariats avec Bonduelle, Danone, Kraft Foods Group, Lindt & Sprüngli, Nestlé, Yoplait ([4]). Aux États-Unis, une réforme fiscale de 1976 favorise la donation par les entreprises de leurs produits aux banques alimentaires. Depuis, le fonctionnement et l’idée même des banques alimentaires sont bien acceptés par les industriels.
- La grande distribution : des accords semblables ont été signés afin de collecter dans les grandes et moyennes surfaces des produits non périssables souvent invendables (non commercialisables car peu présentables par exemple) ainsi que des produits périssables proches de leur date limite de consommation ou excédentaires (dans ce dernier cas, il s'agit de la "ramasse" quotidienne). Cela s’inscrit dans le cadre d’une politique plus générale de lutte contre le gaspillage.
- Les pouvoirs publics, principalement par l’ouverture de stocks agricoles. Le gouvernement américain fournit gratuitement ou pour un prix dérisoire des surplus agricoles aux banques alimentaires. La Communauté économique européenne a ouvert, en 1987 à la suite de la demande de Coluche, les surplus de la Politique agricole commune aux associations fournissant l’aide alimentaire (les surplus coûtaient en effet plus cher à stocker qu’à distribuer gratuitement aux pauvres !). En France, ces surplus vont, outre à la Banque alimentaire, aux Restos du Cœur, à la Croix-Rouge et au Secours populaire. Les banques alimentaires contribuent ainsi utilement à la résorption des excédents de production agricole en en faisant bénéficier les plus démunis (principales denrées visées : lait, fruits, légumes, céréales).

En France, les Banques Alimentaires ont ainsi collecté 224 000 tonnes de denrées alimentaires en 2020 .

### Redistribution
Les vivres collectés sont ensuite stockés dans des entrepôts de transit où ils sont conservés dans des bonnes conditions sanitaires. Le matériel de stockage, le système de gestion informatique, les élévateurs, les transpalettes, véhicules et fourgonnettes nécessaires à ces activités de stockage font aussi l’objet de dons de la part d’associations telles que le Lions Clubs ou le Rotary Club.
Les banques alimentaires ne distribuent en principe pas directement les denrées aux populations démunies. Des associations locales au contact de la population s’en chargent. Cet approvisionnement des organismes humanitaires et caritatifs de terrain s’effectue dans le cadre de conventions. Toute l’année, les banques alimentaires approvisionnent gratuitement les associations humanitaires, les organismes sociaux adhérents ainsi que les centres d’entraide ou d’accueil agissant au niveau local. Ces lieux d’accueil et associations emploient ensuite ces denrées selon des modalités diverses :
- Aux fins de préparer des repas chauds pour les sans-abri, ou bien des repas d’échange où bénévoles et bénéficiaires sont conviés (à Noël par exemple).
- Préparation de colis de denrées pour les personnes ne pouvant se déplacer (personnes âgées).
- Les denrées peuvent également servir à des associations de quartier en vue d’approvisionner des épiceries alimentaires (aussi appelées « épiceries sociales »), exclusivement ouvertes aux personnes dans le besoin.

Aux États-Unis, le réseau Second Harvest distribue annuellement 1,8 milliard de livres de provisions alimentaires[réf. nécessaire].
Les Banques alimentaires du Québec, qui regroupent 18 banques régionales et quelque 1 000 organismes locaux, se donnent pour mission de soutenir et représenter le réseau des organismes d'aide alimentaire du Québec en recherchant des alternatives durables pour contrer la faim et la pauvreté.
Exemple d'un réseau de solidarité crée en 1994, dans la banlieue lyonnaise, alimenté par Banque alimentaire : « Interpellé par la pauvreté sévissant à Vaulx-en-Velin, Eitel Moutome Douba porte son intérêt sur les causes et les moyens de lutter contre ce fléau. Pour clarifier son analyse, il participe à une réunion de travail portant sur le problème de l'exclusion dans les banlieues où le rôle des parents comme co-responsables de l'éducaton de leurs enfants est abordée. Aussi convient-il de remédier aux racines de l'exclusion, en empêchant la pauvreté de progresser. Pour cela il décide de subvenir aux besoins des familles en collectant les surplus alimentaires. » (Ce réseau fête ses 30 ans en 2024).
La Fédération Française des Banques Alimentaires participe depuis sa création au Programme européen d'aide aux plus démunis.